# George P. Shultz
George Pratt Shultz (13 tháng 12 năm 1920 – 6 tháng 2 năm 2021) làm Bộ trưởng Lao động Hoa Kỳ từ năm 1969 đến năm 1970, và làm Bộ trưởng Tài chính từ năm 1972 đến năm 1974, và Bộ trưởng Ngoại giao Hoa Kỳ từ năm 1982 đến năm 1989.

## Tiểu sử
George Shultz sinh tại Thành phố New York. Năm 1938, Shultz tốt nghiệp Trường Loomis Chaffee ở Windsor, Connecticut, sau đó ông nhận bằng Cử nhân kinh tế học tại Đại học Princeton năm 1942. Cùng năm đó, ông gia nhập U.S. Marine Corps và phục vụ cho đến năm 1945, lên đến chức thuyền trưởng. Năm 1949, Shultz giành được bằng tiến sĩ ở Học viện Công nghệ Massachusetts với chuyên ngành kinh tế học công nghiệp.
Trong khi đang phục vụ hải quân ở Hawaii, ông đã gặp người mà sau này là vợ mình là một đại úy y tá Helena Maria "Obie" O'Brien (1915-1995). Họ đã có với nhau 5 mặt con. Năm 1997, sau cái chết của Helena, ông đã cưới Charlotte Mailliard Swig, một người giao thiệp xã hội nổi bật ở San Francisco. Cuộc hôn phối của họ được gọi là "Đám cưới vùng vịnh San Francisco trong năm" và họ vẫn là một cặp có quyền lực ở San Francisco.
Ông đã dạy ở cả Khoa Kinh tế của MIT và Trường quản lý MIT Sloan từ năm 1948 đến năm 1957, và vắng mặt năm 1955 để phục vụ trong Hội đồng cố vấn kinh tế của tổng thống Dwight Eisenhower với chức danh là chuyên gia cố vấn kinh tế cao cấp.
Năm 1957, Shultz gia nhập Graduate School of Business của Đại học Chicago với vai trò là một giáo sư về quan hệ công nghiệp. Sau đó ông làm hiệu trưởng năm 1962.

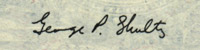
Chữ ký của Shultz được dùng trên đồng Mỹ kim khi đang tại chức Bộ trưởng Ngân Khố.

Shultz đã làm bộ trưởng lao động dưới trào tổng thống Richard Nixon từ năm 1969 đến năm 1970, sau đó là chức giám đốc của Văn phòng quản lý và ngân sách Hoa Kỳ. Sau đó ông làm Bộ trưởng Bộ tài chính Hoa Kỳ từ tháng 5 năm 1972 đến tháng 5 năm 1974. Chính trong thời gian này Shultz và Paul Volcker và Arthur Burns đã ủng hộ quyết định của chính quyền Nixon chấm dứt chế độ kim bản vị và Hệ thống Bretton Woods.
Ông qua đời vào ngày 6 tháng 2 năm 2021.